# Насім Ніколас Талеб
Насім Ніколас Талеб (араб. نسيم نيقولا نجيب طالب, варіанти імені Нессім або Ніссім, друге ім'я часто читається як Ніколя) — американський есеїст, математик, трейдер ліванського походження, який в своїх працях розглядає проблеми випадковості та імовірності.
Він є автором бестселерів, його книга «Чорний лебідь» (англ. The Black Swan: The Impact of the Highly Improbable), яка вийшла в світ в 2007 році, перед настанням світової економічної кризи, була включена в огляді «The Sunday Times» в перелік дванадцяти найвпливовіших книг, написаних після Другої світової війни.
Є чинним професором в Політехнічному інституті Нью-Йоркського університету і Оксфордському університеті. Також практикувався у фінансовій математиці, був менеджером фонду хеджування, трейдером на Уолл-стріт, і в даний час є науковим консультантом компанії з управління хедж-фондом Універса Інвестмент (Universa Investments) і Міжнародного валютного фонду.

## Раннє життя та родина
Народився в 1960 р. в місті Аміун (Ліван) у православній сім'ї. Його батьки мали французьке громадянство і він відвідував французько-ліванський ліцей (Grand Lycée Franco-Libanais). Серед членів його родини є верховний суддя і заступник прем'єр-міністра Лівану, але з початком громадянської війни в 1975 р. його родина втратила значну частину політичного впливу і багатства. Батько Насіма Ніколаса, доктор Талеб, був лікарем-онкологом, займався антропологічними дослідженнями. Серед його предків — політики, які представляли інтереси православної спільноти Лівану. Так, його дід і прадід по материнській лінії були заступниками прем'єр-міністра Лівану, дід був міністром оборони, а згодом міністром МВС Лівану. Дід по батьковій лінії займав пост верховного судді, а ще в 1861 його прапрапрапрадід служив губернатором напівавтономної Оттоманської провінції на горі Ліван.

## Освіта
Насім Талеб здобув бакалаврський і магістерський ступінь у Паризькому університеті, має ступінь MBA Вортонської бізнес-школи Університету Пенсильванії (1983) та докторський ступінь (PhD) з менеджменту Паризького університету. Дисертація на тему «Мікроструктура динамічного хеджування» присвячена торгівлі деривативами.

## Кар'єра

### Фінансова кар'єра
Кар'єра Насіма Талеба пов'язана із застосуванням на практиці математичних фінансів, менеджментом хедж-фондів та торгівлею деривативами. Втім, Талеб вважає себе більше дослідником випадковості, для якого торгівля на біржі є засобом для досягнення фінансової незалежності.
Протягом кар'єри він займав такі позиції: виконавчий директор в Credit Suisse UBS, трейдер деривативами валют, товарів і фіксованим недоларовим доходом у «First Boston», головний торговець деривативами «Banque Indosuez», виконавчий директор і всесвітній голова арбітражу фінансовими опціонами в «CIBC Wood Gundy», торговець арбітражними деривативами у «Bankers Trust» (тепер «Deutsche Bank»), трейдер у «BNP Paribas», незалежний торговець опціонами на Чиказькій товарній біржі і засновник «Empirica Capital».

### Академічна кар'єра
Насім Талеб є співробітником Курантівського інституту математичних наук, університету штату Массачусетс, Лондонської бізнес-школи та Оксфордського університету, професором інженерії ризику Нью-Йоркського університету.
Співредактор журналу «Ризик та аналіз рішень» (з вересня 2014), провадить викладацьку діяльність в області фінансів.

### Письменницька кар'єра
Філософські есе Талеба про невизначеність названі Incerto і складаються з книг: «Обдурені випадковістю» («Fooled by Randomness», 2001), «Чорний лебідь» («The Black Swan», 2007, друга редакція — 2010), «Прокрустове ложе» (2010), «Антикрихкість» («Antifragile», 2012). Стиль текстів Талеба можна описати як напівавтобіографічний, з використанням історій (нарративів), які супроводжуються історичними та науковими коментарями.
«Обдурені випадковістю» (2001) була першою книгою Талеба для широкої публіки і мала темою недооцінку людьми ролі випадковості в житті. Журнал «Fortune» назвав її одною з 75 найрозумніших книг.
Книга «Чорний лебідь» (2007) вийшла майже одночасно з початком глибокої світової економічної кризи. Вона стала справжнім проривом автора до широкої читацької аудиторії, видана накладом понад 3 млн примірників та перекладена 31-ю мовою. Відзначають, що прямо у тексті книги автор передбачив падіння ключових банків і фактично початок кризи. Книга афоризмів «Прокрустове ложе» (2010) є зібранням афоризмів автора на різні теми.
Четверта книга серії «Incerto» — «Антикрихкість: речі, які стають кращими через безлад» — вийшла у листопаді 2012 року. Талеб вводить поняття «антикрихкості» як протилежності крихкості. Використовуючи багато прикладів з різних областей життя, автор з поняття антикрихкості вибудовує концепцію, яка має допомогти читачам ухвалювати кращі життєві рішення.
Математичні основи і обґрунтування чотирьох книг серії «Incerto» автор приводить на своєму сайті, там же можна прочитати його філософський щоденник.

## Ідеї та теорії

### «Чорні лебеді»
«Чорними лебедями» автор називає події зі значним історичним впливом, які до їх настання ніхто не міг передбачити і які заднім числом здаються прогнозованими. Сила впливу, винятковість і ретроспективна прогнозованість є трьома визначальними ознаками «чорних лебедів». Історія складається з таких малоймовірних подій і є принципово непрогнозованою. Але людська схильність ігнорувати складність навколишнього світу на користь простих історій маскує вплив «чорних лебедів». З цим пов'язане критичне ставлення автора до суспільствознавства (історичної науки, економіки, політолоігії) і всілякого роду прогнозистів.
Є автором поняття «антикрихкість», що означає здатність до вигоди з невдач, втрат, помилок; вміння гартуватися, розвиватися і ставати сильнішими при зіткненні з хаосом.

### Incerto
- Fooled by Randomness: The Hidden Role of Chance in Life and in the Markets. New York: Random House. 2001. Друге вид., 2005.
- The Black Swan: The Impact of the Highly Improbable. New York: Random House and Penguin. 2007. ISBN 978-1-4000-6351-2. розширено у 2-му вид., 2010
- The Bed of Procrustes: Philosophical and Practical Aphorisms. New York: Random House. 2010. ISBN 978-1-4000-6997-2. розширено у 2-му вид., 2016
- Antifragile: Things That Gain from Disorder. New York: Random House. 2012. ISBN 978-1-4000-6782-4.
- Skin in the Game: Hidden Asymmetries in Daily Life. New York: Random House. 2018. ISBN 978-0-4252-8462-9.

### Інше
- Dynamic Hedging: Managing Vanilla and Exotic Options. New York: John Wiley & Sons. 1997. ISBN 0-471-15280-3.
- У співавторстві з Pasquale Cirillo (2018). The Logic and Statistics of Fat Tails. London: Penguin Books. ISBN 978-0-1419-8836-8.
- Талеб співпрацював із Бенуа Мандельбротом із загальної теорії управління ризиками.
- Талеб також працює з Даніелем Гольдштейном за проектом емпіричної перевірки інтуїції та високого ступеня невизначеності.

## Переклади українською
- Талеб, Насім Ніколас (2017). «Чорний лебідь. Про (не)ймовірне у реальному житті»:. Переклад з англ.: Микола Климчук. Київ: "Наш Формат". 392 стор. ISBN 978-617-7279-56-2. {{cite book}}: стрип-маркер templatestyles в |інші= на позиції 12 (довідка)
- Талеб, Насім Ніколас (2018). «Антикрихкість. Про (не)вразливе у реальному житті». Переклад з англ.: Микола Климчук. Київ: "Наш Формат". 408 стор. ISBN 978-617-7388-93-6. {{cite book}}: стрип-маркер templatestyles в |інші= на позиції 12 (довідка)
- Талеб, Насім Ніколас (2019). «Шкура у грі». Київ: «Наш Формат». с. 304. ISBN 978-617-7730-37-7.
- Талеб, Насім Ніколас (2019). «Прокрустове ложе. Філософські та життєві афоризми». Київ: Наш Формат. с. 128. ISBN 978-617-7682-83-6.
- Талеб, Насім Ніколас (2020). «Обдурені випадковістю. Незрима роль шансу в житті та бізнесі». Київ: «Наш Формат». с. 320. ISBN 978-617-7863-17-4.